# Camille de Sartiges
Gustave-Marie-Camille de Sartiges (né le 15 juin 1888 à Sourniac, mort le 11 mai 1971 dans le 16e arrondissement de Paris) est un cavalier français de concours complet.

## Carrière

### Militaire
En 1913, alors maréchal des logis au 4e régiment de cuirassiers à Cambrai, il entre à l'École de cavalerie de Saumur. Il participe à la Première Guerre mondiale et est distingué de la croix de guerre avec palme. Il est capitaine du 1er régiment d'artillerie ensuite.

### Sport
Il participe aux Jeux olympiques de 1920 à Anvers, où il finit 15e de l'épreuve individuelle, et aux Jeux olympiques de 1924 à Paris, où il abandonne pendant l'épreuve individuelle.

### Articles  connexes
- Château de Sourniac